# Cryptassiminea kershawi
Cryptassiminea kershawi is een slakkensoort uit de familie van de Assimineidae. De wetenschappelijke naam van de soort is voor het eerst geldig gepubliceerd in 2005 door Fukuda & Ponder.